# Pescosansonesco
Pescosansonesco ist eine Gemeinde mit 447 Einwohnern und liegt in der Nähe von Castiglione a Casauria und Corvara in der Provinz Pescara.

## Geografie
Die Gemeinde liegt südöstlich des Gran Sasso d’Italia und erstreckt sich über ca. 18,5 km².
Zu den Ortsteilen (Fraktionen) zählen Colle della Guardia, Decontra und Dogli.
Die Nachbargemeinden sind: Bussi sul Tirino, Castiglione a Casauria, Corvara und Pietranico.

## Geschichte
Die Gemeinde hieß im 14. Jahrhundert Pesco Sedonisco. Die Abteikirche San Clemente a Casauria war damals im Besitz der Gemeinde. Die Pfarrkirche San Nicola stammt aus dem 12. Jahrhundert und die Kirche San Giovanni wurde um 1500 erbaut.
Beim Majella Erdbeben vom 26. September 1933 wurde der Ort schwer in Mitleidenschaft gezogen. Als sich infolge des Erdbebens 1934 ein Erdrutsch löste, wurde er aufgegeben und zwei Kilometer entfernt neu errichtet.

## Wirtschaft
Die Gemeinde lebt von der Landwirtschaft. Die großen Wälder und Weiden bieten viel Nahrung für Schafe und Schweine. Auch der Anbau von Getreide und Kartoffeln ist von großer Bedeutung für die Ortschaft.

### Weinbau
In der Gemeinde werden Reben der Sorte Montepulciano für den DOC-Wein Montepulciano d’Abruzzo angebaut.